# Mặt trận Đông Nam Bộ năm 1972

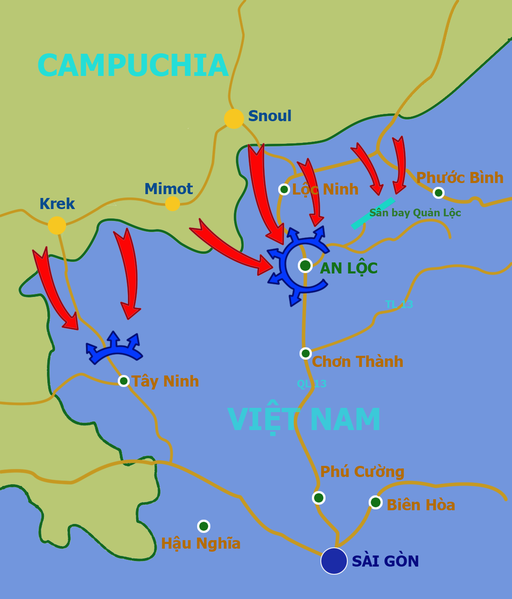
Các hướng tiến công của Quân Giải phóng miền Nam Việt Nam mở đầu Chiến dịch Nguyễn Huệ

Mặt trận Đông Nam Bộ năm 1972 là một trong các chiến trường quan trọng trong Chiến tranh Việt Nam năm 1972

## Chiến trường chính miền Đông Nam Bộ

### Giai đoạn I:Quân Giải phóng miền Nam Việt Namtấn công

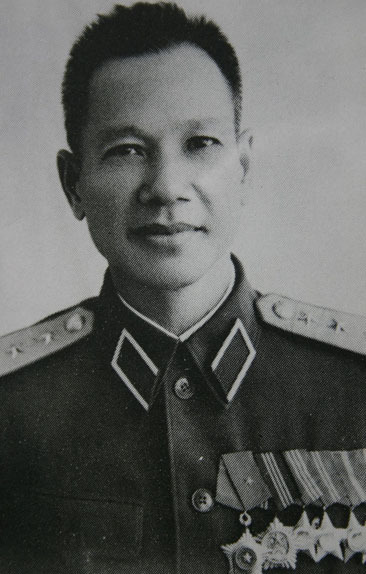
Thượng tướng QĐNDVN Trần Văn Trà (tên thật là Nguyễn Chấn; 1919–1996), năm 1972 là Phó tư lệnh QGP miền Nam Việt Nam

Để chuẩn bị cho chiến dịch, quân Giải phóng huy động 3 sư đoàn quân chính quy (5, 7, 9), 5 trung đoàn bộ binh độc lập, trung đoàn đặc công 429, trung đoàn pháo phòng không 271, 2 trung đoàn pháo binh, 2 tiểu đoàn tăng thiết giáp, 20 tiểu đoàn và 63 đại đội quân địa phương. Về trang bị có 70 xe tăng thiết giáp (32 xe tăng T-54, 4 pháo cao xạ tự hành ZSU-57-2, 14 xe PT-76, 16 xe thiết giáp Type-63, 4 xe thiết giáp gắn pháo 23mm), về sau dùng thêm 6 xe chiến lợi phẩm (1 xe tăng M24, 1 xe tăng M41, 1 xe AMX-13, 1 xe thiết giáp M8, 2 xe thiết giáp M113)
Quyết định ngày 27/3/1972 của Bộ chính trị TƯ Đảng Lao động Việt Nam và Tổng Quân ủy chuyển hướng mặt trận chính ra Trị Thiên đã làm tinh thần một số chỉ huy tại mặt trận Đông Nam Bộ chùng xuống. Thường trực quân ủy Miền phải giải thích, động viên. Mặc dù vẫn giữ ý đồ chiến dịch nhưng mặt trận Đông Nam Bộ sẽ nhận được các phương tiện chi viện tăng cường ít hơn và phải dựa vào sức mình là chính.
Ngày 25/3 QLVNCH mở chiến dịch Toàn thắng-72B (đợt 1) nhằm phá thế chuẩn bị của Quân Giải phóng miền Nam Việt Nam ở Swai Rien (Cam Pu Chia). Các sư đoàn 7, sư đoàn 9 hành quân từ Swai Rien (Cam Pu Chia) chỉ để một số đại đội ở lại chặn kích và cơ động chủ lực về quanh An Lộc nhưng tiếp cận chiến trường muộn. Đến ngày 1 tháng 4, sư đoàn 9 vẫn còn ở Đông Bắc Sài Gòn, Sư đoàn 7 vẫn còn ở bờ Tây sông Vàm Cỏ Đông. Theo thượng tướng Hoàng Cầm, đây là một trong những nguyên nhân chính khiến Quân Giải phóng miền Nam Việt Nam không thực hiện được hoàn toàn kế hoạch hợp vây Lộc Ninh và chia cắt tuyến Lộc Ninh - An Lộc, để QLVNCH có thời gian tổ chức phòng thủ vững chắc ở An Lộc. Tuy tăng cường phòng thủ An Lộc nhưng Bộ tư lệnh vùng chiến thuật III (QLVNCH) vẫn coi hướng Tây Ninh - Xa Mát là hướng tấn công chính của Quân Giải phóng miền Nam Việt Nam. Họ điều động 7 chiến đoàn phòng thủ đường 22 đi Tây Ninh - Xa Mát, chỉ để 4 chiến đoàn giữ đường 13 tuyến Lộc Ninh - An Lộc.
4h ngày 1 tháng 4, Trung đoàn 271 (C30B) có xe tăng chiến lợi phẩm yểm hộ triển khai tiến công vào tuyến phòng ngự của Trung đoàn 49 (QLVNCH) tại Xa Mát, Bàu Dung. 15h chiều ngày 4 tháng 4, Quân Giải phóng miền Nam Việt Nam cứ điểm Xa Mát. 6h sáng ngày 1 tháng 4, Trung đoàn 24 (C30B) tiến công căn cứ Tân Biên và chiếm được lúc 9 giờ sáng ngày 4 tháng 4. Phần lớn Trung đoàn 49 và một tiểu đoàn của Trung đoàn 6 (Sư đoàn 25) bị tiêu diệt và bắt sống. Số còn lại nhờ sự yểm trợ của cụm pháo ở Tân Phong và Thiết đoàn 6 cùng với Thiết đoàn 5 lui về Thiện Ngôn và điện gọi sư đoàn 25 ở Tây Ninh chi viện. Liên đoàn biệt kích dù 81 điều 1 tiểu đoàn chặn cánh quân của Trung đoàn 271 ở Thiện Ngôn. Tại trận này, Quân Giải phóng miền Nam Việt Nam mất toàn bộ 6 xe tăng - thiết giáp chiến lợi phẩm cùng các tổ lái. Phía QLVNCH mất 11 xe tăng M-41, 2 xe tăng M-48 và 25 xe bọc thép M-113, phần lớn do đạn chống tăng B-40 và B-41 tiêu diệt.

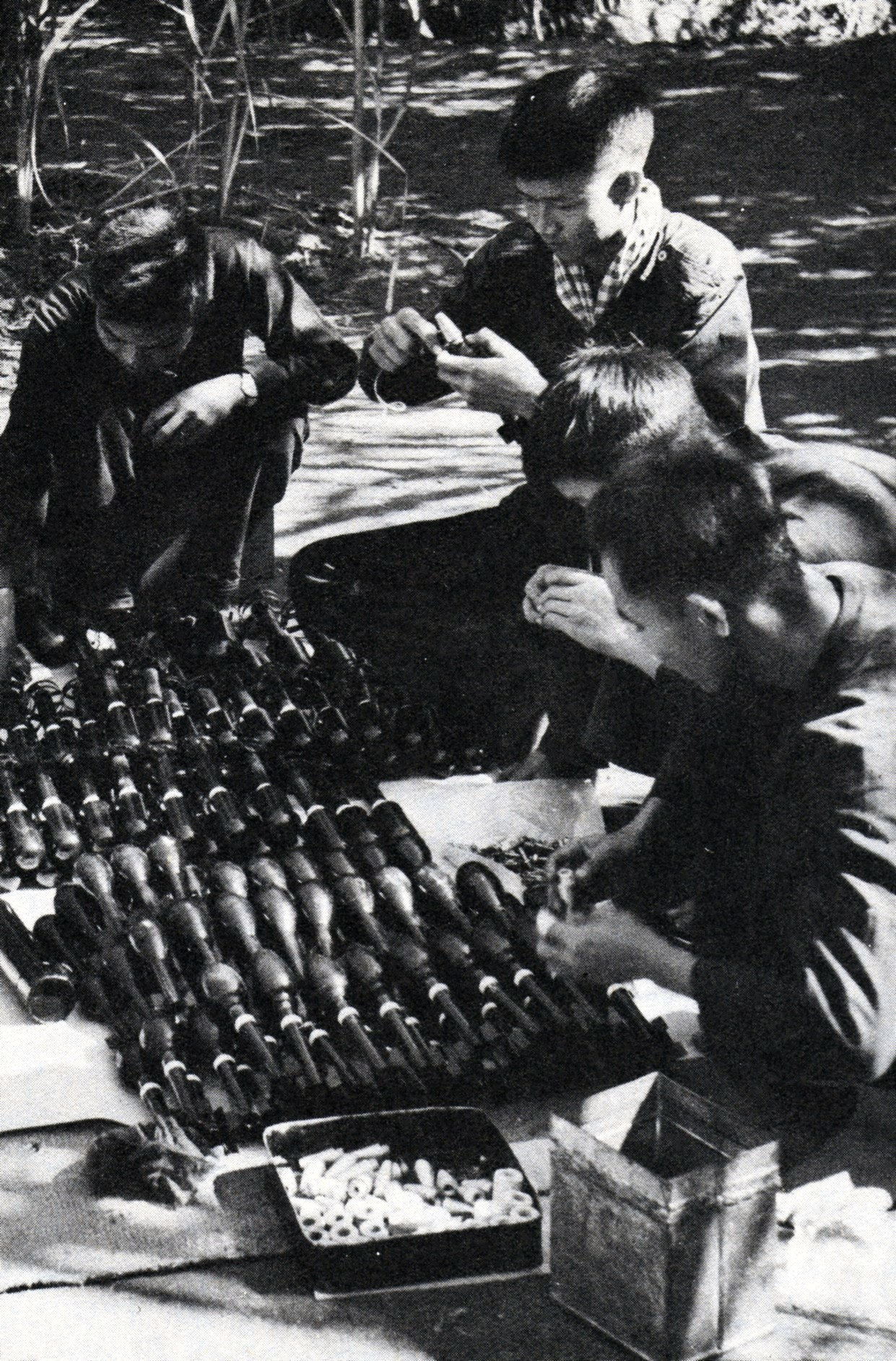
Công binh xưởng B2 chuẩn bị đạn dược cho cuộc tiến công

8 giờ sáng 4 tháng 4, Trung đoàn 2 (QGP tỉnh Phước Long) tấn công Chi khu quân sự Phước Bình. Sau 6 giờ chống cự, Chi khu quân sự Phước Bình bị QGP tràn ngập. Xét thấy tiền đồn này bị cô lập, không có khả năng chi viện cho các hướng khác và QLVNCH đang phải đối phó với chủ lực Quân Giải phóng miền Nam Việt Nam tại hướng Tây Ninh, Lộc Ninh, tướng Nguyễn Văn Minh không điều quân cứu Phước Bình.
5h 00 ngày 5/4, hướng tấn công chính của Quân Giải phóng miền Nam Việt Nam nổ súng. Các đơn vị của sư đoàn 5 (Công trường 5) không đánh công kiên từ ngoài vào mà bỏ qua các lớp phòng thủ ven Lộc Ninh đánh thẳng vào trung tâm chi khu quân sự. Cùng giờ G, Sư đoàn 9 Quân Giải phóng miền Nam Việt Nam điều các trung đoàn 1 và 2 của mình cắt đứt đường 13 ở đoạn Lộc Hưng và Thanh Khương, chiếm cầu Cần Lê, cô lập hoàn toàn cụm cứ điểm Lộc Ninh với An Lộc (Bình Long). Đại tá Nguyễn Công Vĩnh, tư lệnh Chiến đoàn 9 điều 2 tiểu đoàn bộ binh và thiết giáp 1 đang phòng ngự căn cứ Hoa Lư (tiền đồn ở Bắc Lộc Ninh) về ứng cứu như bị rơi vào đúng trận địa phục kích của sư đoàn 5. Bộ tư lệnh B2 tăng cường cho hướng này trung đoàn pháo hỗn hợp 40 (gồm pháo, cối và hỏa tiễn H12), 2 đại đội xe tăng hốn hợp (PT-76 và T-54). Sư đoàn 5 tiếp tục công kích, bắn cháy bắn hỏng 18 xe tăng, 31 xe M-113 và 8 máy bay trực thăng UH-1 của QLVNCH. Ngày 7/4, Chi khu quân sự Lộc Ninh bị tràn ngập. Chiến đoàn 9 QLVNCH bị thiệt hại nặng và tan rã, đại tá Nguyễn Công Vĩnh và trung tá Nguyễn Đức Dương, chỉ huy thiết đoàn 1 đầu hàng. Hơn 100 xe thiết giáp chỉ còn hơn 30 chiếc thoát được về An Lộc
Ngày 8 tháng 4, Chiến đoàn 52 QLVNCH từ Bắc An Lộc định lên cứu viện cho Lộc Ninh nhưng đã bị 2 trung đoàn của F9 phản đột kích vào hai bên sườn, buộc phải rút về Cầu Cần Lê sau khi bị tổn thất 2 đại đội. Tiếp theo Lộc Ninh, chuỗi tiền đồn của QLVNCH tại các tỉnh Phước Long, Bình Long và Tây Ninh như Bố Đức, Ka Tum, Tống Lê Chân... phải "di tản chiến thuật". Trong cuộc hỏi cung ngay sau trận đánh, trung tá Nguyễn Đức Dương thừa nhận cả ông ta và đại tá Vĩnh đều coi hướng Bắc là hướng đột kích chủ yếu của Quân Giải phóng miền Nam Việt Nam nên để hai bên suờn bị yếu dẫn đến thất bại.

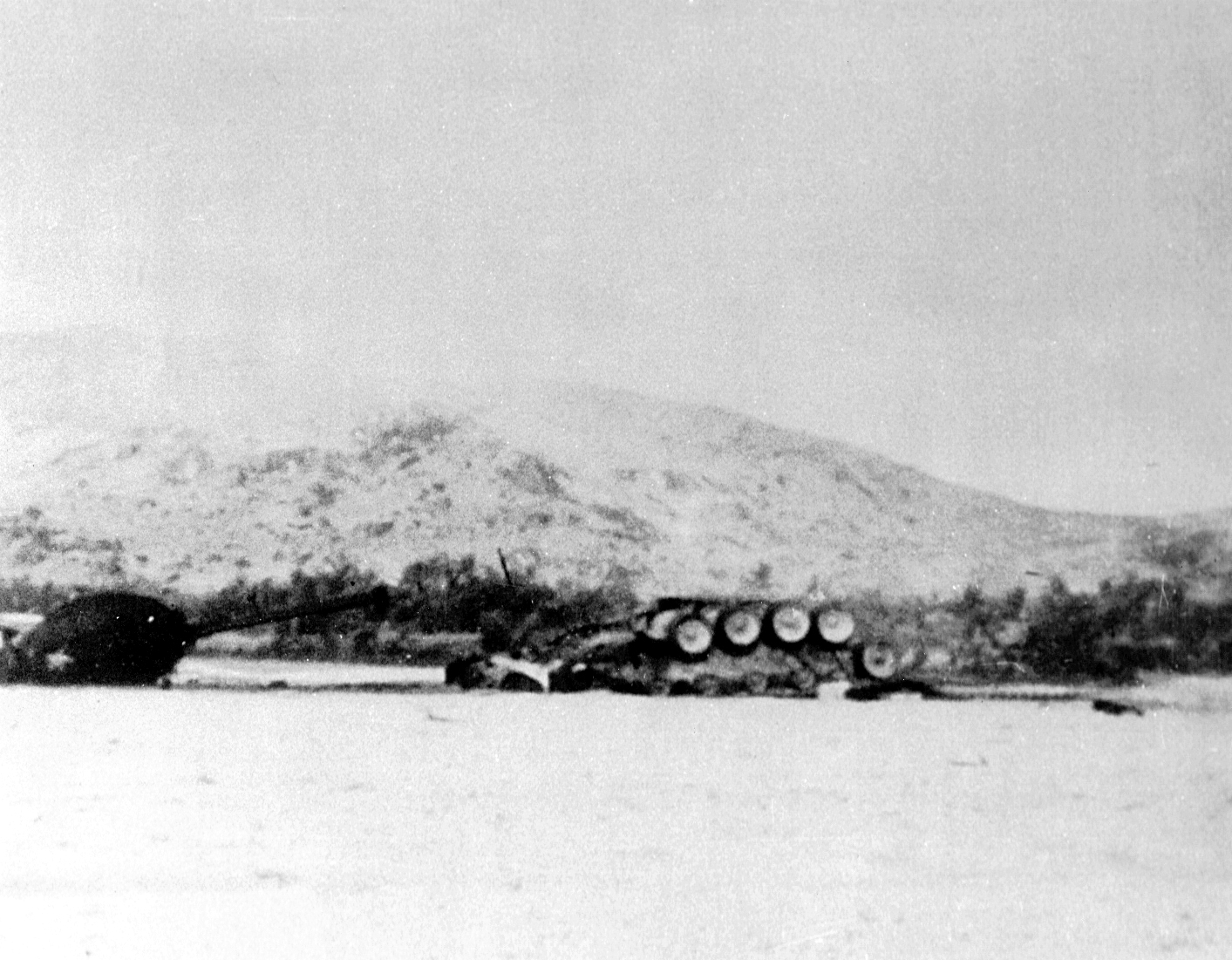
Xe tăng M48A3 bị mìn phá hủy

Đêm 6 tháng 4, Bộ tư lệnh B2 họp và đi đến quyết định đánh An Lộc ngay, chậm nhất ngày 9 tháng 4 phải triển khai tấn công mà không cần chuẩn bị đầy đủ để lợi dụng thế bị động, lúng túng của QLVNCH sau khi mất Lộc Ninh. (Biên bản cuộc họp tối 7 tháng 4 của Thường trực Bộ tư lệnh Miền gồm Phạm Hùng, Hoàng Văn Thái và Hoàng Cầm.
Nhưng trong Bộ tư lệnh B2 lúc đó cũng có một số ý kiến táo bạo hơn. Riêng tư lệnh chiến dịch Trần Văn Trà đề nghị bỏ qua qua An Lộc, đánh thẳng vào Chơn Thành; mất Chơn Thành, An Lộc sẽ tự tan rã. Tuy nhiên, ý kiến này không được tập thể Đảng uỷ mặt trận chấp nhận do quá mạo hiểm, có thể sư đoàn 9 của họ sẽ bị địch bắt sống. Về sau khi đánh giá lại, họ nhận ra hướng đánh vào An Lộc khiến bộ đội thương vong lớn vì đã có rất nhiều lực lượng QLVNCH kịp thời bố trí phòng ngự.
Cuối cùng, Bộ Tư lệnh B2 vẫn quyết định hướng đòn tấn công chính vào An Lộc với lực lượng chủ công là sư 9 và một bộ phận sư 5, có 2 trung đoàn pháo và 3 đại đội xe tăng (24 chiếc) tăng cường. Sư 7 không tham gia đánh An Lộc mà chuyển ngay toàn bộ chủ lực xuống phía Nam An Lộc với nhiệm vụ khoá chặt đường 13 trước khi các công trường 9 và 5 nổ súng. Vì phải hành quân bộ nên đến ngày 12 tháng 4, Trung đoàn 141 (sư đoàn 7) mới bố trí xong các chốt cặn ở Tàu Ô. Trung đoàn 209 trước đó vừa vận động chiến kìm chân Chiến đoàn 7 QLVNCH ở Phú Lỗ (Nam Lộc Ninh, Bắc An Lộc); vừa phải phục kích đánh vào sườn Chiến đoàn 52 QLVNCH ở Hồng Tâm. Đến ngày 9/4 mới giải quyết xong chiến trường thì đã nhận ngay nhiệm vụ vu hồi chiến dịch vào phía Nam Chơn Thành. Cũng đến ngày 12/4, Trung đoàn 165 với triển khai xong các lực lượng cơ động chặn đường 13 ở Ngọc Lầu. Sư đoàn 9 và một số đơn vị tăng cường cũng chưa tiếp cận được vị trí xuất phát tấn công. Kế hoạch triển khai tấn công An Lộc ngày 9/4 của Quân Giải phóng miền Nam Việt Nam bị bỏ lỡ. Theo tướng Hoàng Cầm, thời cơ đến và đi đều rất nhanh.
Đối với QLVNCH, khoảng thời gian 4 ngày không bị để mất một cách lãng phí. Trước nguy cơ An Lộc bị vây đánh, ngày 9/4, biệt động quân QLVNCH phá cầu Cần Lê, làm cho việc chuyển quân của các sư đoàn 5, 9, đặc biệt là 2 trung đoàn pháo 40 và 75 xuống gần An Lộc mất thêm thời gian. Cũng trong 4 ngày này, Bộ tư lệnh quân đoàn III (QLVNCH) dùng trực thăng chuyển gấp Chiến đoàn 8 từ căn cứ Lai Khê lên tăng cường cho 2 liên đoàn biệt động quân đã có ở An Lộc, kéo Chiến đoàn 7 về giữ Tây Ninh, điều lữ đoàn dù 1 phòng thủ Chơn Thành, củng cố được tam giác phòng ngự An Lộc - Chơn Thành - Dầu Tiếng. Phía sau các đơn vị này là liên đoàn biệt kích dù 81 và lữ đoàn dù 2 làm lực lượng cơ động dự bị.
Đêm 12 rạng sáng ngày 13/4, sau pháo kích 30 phút, sư đoàn 9 (tăng cường) bắt đầu tấn công An Lộc.

### Giai đoạn II: Quân lực Việt Nam Cộng hòa phá vây

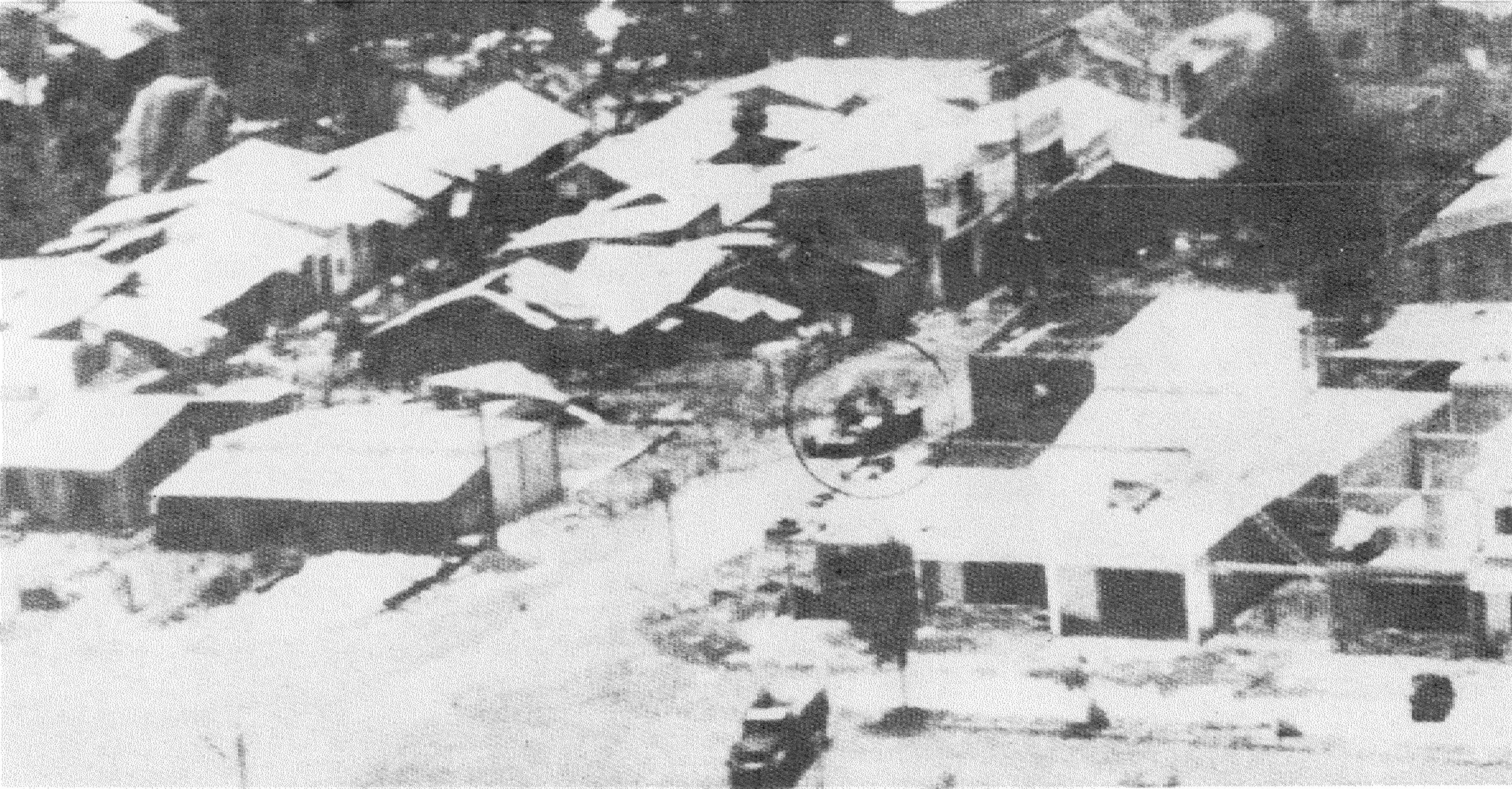
Một xe tăng T-54 (trong vòng tròn) của Quân Giải phóng miền Nam Việt Nam] khi tấn công đơn độc vào thị xã An Lộc bị bắn hỏng bởi 1 chiếc AH-1 Cobra, (ảnh chụp từ máy bay).

Sau khi tăng phái Chiến đoàn 8 và tiểu đoàn 3 pháo binh cho An Lộc, đại tá Mạch Văn Trường (Trưởng phòng hành quân - quân đoàn II QLVNCH) truyền lệnh của tướng Nguyễn Văn Minh cho đại tá Lê Văn Hưng, chỉ huy phòng thủ An Lộc yêu cầu mở cuộc hành quân càn quét ra xung quanh thị xã để phá thế chuẩn bị của Quân Giải phóng miền Nam Việt Nam. Ngày 9 tháng 4, QLVNCH đã phá cầu Cần Lê (bắc An Lộc). Ngày 10 tháng 4, đại tá Hưng tổ chức các cuộc hành quân của liên đoàn 8 biệt động quân ra phía Bắc và phía Đông An Lộc nhưng đều bị đẩy lùi. Cùng ngày 10 tháng 4, sư đoàn bộ binh 21, trung đoàn 15 (sư đoàn 9) và một tiểu đoàn của thiết đoàn xe tăng 2 (QLVNCH) cũng được điều về quanh An Lộc. Đại tá Lê Văn Hưng đưa bộ chỉ huy tiền phương sư đoàn 5 của mình lên tiểu khu quân sự Bình Long (An Lộc). Ngày 15/4, tướng Nguyễn Văn Minh cũng rời Sở chỉ huy tiền phương Quân đoàn III từ Biên Hoà lên Lai Khê.
Ngày 11 tháng 4, các tiền đồn Xa Trạch, Xa Cát, Xa Cam và Quản Lợi lần lượt bị liên minh Quân Giải phóng miền Nam Việt Nam đánh chiếm. QLVNCH bị mất 23 khẩu pháo của tiểu đoàn pháo 52, 30 tăng, thiết giáp và hơn 600 quân. Do địa bàn nhỏ hẹp, đại tá Hưng phải cho tiểu đoàn 3 pháo binh (mới được tăng phái) bố trí trận địa ngay tại Công viên Tao Phùng. Các cụm pháo ở Lai Khê và Chơn Thành, không quân VNCH tại Biên Hoà (sư đoàn 3) và Tân Sơn Nhất (sư đoàn 5) được lệnh chi viện hoả lực tối đa cho An Lộc.
Ngày 12 tháng 4, các đơn vị đi đầu của F9 đã tiến đến đường Hùng Vương, đường Trần Hưng Đạo và công viên Tao Phùng trong thị xã nhưng bị hoả lực của QLVNCH từ các toà nhà cao tầng chặn lại. Do hiệp đồng binh chủng chưa thành thạo, 3 trong số 15 xe tăng T-54 và PT-76 tiến quá xa bộ binh yểm hộ đã bị bắn cháy, 4 chiếc khác bị pháo 40 mm và rốc két từ máy bay AC-130 đánh trúng nóc xe (chỗ hiểm yếu nhất của các xe tăng thời đó). Ngày 13 tháng 4, các đơn vị của Quân Giải phóng miền Nam Việt Nam tiếp tục tấn công và chiếm dược 1/3 thị xã nhưng không còn lực lượng để tiếp tục phát triển.
Cùng ngày 13 tháng 4, lữ đoàn dù 1 (QLVNCH) đưa hai tiểu đoàn tiến lên Ngọc Lầu, định mở đường vào An Lộc từ phía Nam nhưng bị E165 chặn lại. Tướng Minh lệnh cho tướng Dư Quốc Đống (tư lệnh sư đoàn dù) để lại một tiểu đoàn tại khu chốt để thu hút đối phương, rút tiểu đoàn còn lại về Lai Khê dùng cho đổ bộ đường không. Ngày 15 tháng 4, Quân đoàn III (QLVNCH) sử dụng lữ dù 1 (thiếu) đổ bộ bằng trực thăng xuống đồi Gió (phía sau các đơn vị của F7 Quân Giải phóng miền Nam Việt Nam) và điều các trung đoàn 31, 33 (sư đoàn 21) tiến đánh từ Lai Khê lên Chơn Thành. Sư đoàn 7 Quân Giải phóng miền Nam Việt Nam phải đánh trên 2 hướng: hướng Đồi Gió, E141 và 1 tiểu đoàn của E209 Quân Giải phóng miền Nam Việt Nam) đấu với lữ đoàn dù 1; hướng Chơn Thành, còn E165 và E209 (còn lại) đấu với các trung đoàn 31 và 33 (sư đoàn 21 QLVNCH). Hai bên giao chiến 12 ngày liền bất phân thắng bại. Mãi đến ngày 22 tháng 4, trung đoàn 141 mới chiếm được Đồi Gió sau khi đánh thiệt hại nặng tiểu đoàn 6 (lữ dù 1).

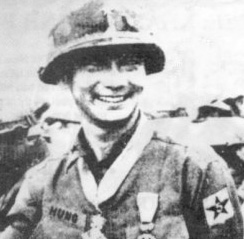
Chuẩn tướng Lê Văn Hưng, nãm 1972 là Đại tá, Tư lệnh sư đoàn 5 QLVNCH, chỉ huy trưởng trận phòng thủ An Lộc

Ngày 25 tháng 4, QLVNCH tại mặt trận được tăng phái lữ đoàn dù 3 không vận từ Bắc Tây Nguyên về và bố trí phòng thủ tại Tân Khai, lữ đoàn biệt kích dù 81 và 2 tiểu đoàn của lứ đoàn dù 1 được điều lên An Lộc bằng không vận, đưa quân số QLVNCH phòng thủ An Lộc (cả bên trong và tiếp cận bên ngoài) lên tương đương 2 sư đoàn. Từ ngày 9 đến ngày 25 tháng 4, Không lực Hoa Kỳ và Không lực Việt Nam Cộng hoà đã sử dụng 60 lần chiếc B-52 và 120 lần chiếc cường kích ném bom vào đội hình tấn công của [[[Quân Giải phóng miền Nam Việt Nam]], đánh cả vào những toà nhà cao tầng đã bị sư đoàn 9 chiếm giữ ở trung tâm thị xã An Lộc gây nhiều thương vong. Trung đoàn 6 (sư đoàn 5 Quân Giải phóng miền Nam Việt Nam) phối thuộc cho cánh tấn công cũng bị hao hụt quân số do phi pháo đối phương.

Ngày 5 tháng 5, các đại diện Quân uỷ Trung ương, Quân uỷ Miền và Bộ tư lệnh B2 họp phân tích tình hình mặt trận. Các sư đoàn chủ lực của mặt trận đã bị căng ra 3 hướng. Lực lượng QLVNCH phòng thủ An Lộc đã được tăng cường, hình thành thế trận trong đánh ra, ngoài đánh vào. Quân đoàn III vẫn còn sư đoàn 18 nguyên vẹn đóng ở Thủ Dầu Một và nhiều thiết đoàn xe tăng chưa dùng đến. Lực lượng phòng không của Quân Giải phóng miền Nam Việt Nam tại mặt trận quá mỏng, không đủ ngăn chặn các đợt di chuyển quân bằng đường không của QLVNCH. Nhận thấy thế bất ngờ không còn, tương quan lực lượng trên chiến trường nghiêng về phía đối phương, đại diện Trung ương cục Phạm Hùng và đại diện Quân uỷ Trung ương Hoàng Văn Thái bàn với tư lệnh Trần Văn Trà việc thay đổi chiến thuật. Không tấn công đánh chiếm mà bao vây An Lộc nhằm giam chân ở đây càng nhiều đơn vị của QLVNCH càng tốt. Tướng Hoàng Văn Thái cũng truyền đạt ý kiến của Bộ Chính trị về việc đưa sư đoàn 5 luồn xuống Đồng bằng Sông Cửu Long để kéo căng lực lượng QLVNCH ra đồng thời phá kế hoạch bình định của VNCH.
Tư lệnh Trần Văn Trà cho rằng ông muốn chấp hành ý kiến của hai vị đại diện cấp trên nhưng vẫn giữ ý kiến đánh chiếm An Lộc. Ông cho rằng trong đợt đầu, không phải đối phương mạnh mà do các đơn vị Quân Giải phóng miền Nam Việt Nam phối hợp không tốt. 
Đến nay, họ đã dàn xong thế trận, An Lộc đã bị vây cả bốn hướng; cứ điểm (lâm thời) Đồi Gió có tác dụng chi phối thị xã đã bị sư đoàn 7 đánh chiếm; bên trong thị xã, sư đoàn 9 đã chiếm được 1/3 địa bàn phía Đông Bắc và Bắc. Cuối cùng, hai vị Phạm Hùng và Hoàng Văn Thái tạm thời đồng ý để Bộ tư lệnh B2 mở cuộc tấn công An Lộc đợt 2.
3h sáng ngày 11 tháng 5, F9 được tăng cường trung đoàn 174 (sư đoàn 5), có 36 khẩu pháo, cối, 54 pháo và súng cao xạ các loại, 25 xe tăng mở cuộc tấn công lần 2 vào An Lộc từ hướng Tây. Các đơn vị của E174 đã không bám sát yểm hộ xe tăng, để cho 18 trong tổng số 25 chiếc tham chiến bị bắn cháy ngay ở đợt tấn công đầu tiên. Mặc dù vậy, chủ lực của F9 vẫn phát triển tấn công, giành giật với QLVNCH từng góc phố, từng ngôi nhà nhưng do không được yểm hộ bằng hoả lực của tăng đã mất sức chiến đấu rất nhanh. Ngày 15 tháng 5, F9 chiếm được Ty Công chính, Ty Cảnh sát, Ty Chiêu hồi nhưng không còn lực lượng để phát triển.
Ở vòng ngoài, sư đoàn 21 QLVNCH điều các trung đoàn 31 và 32 phối hợp với trung đoàn 9 thiết giáp tấn công F7 Quân Giải phóng miền Nam Việt Nam ở cụm chốt Tàu Ô - Xóm Ruộng. Ngày 12 tháng 5, Không lực Hoa Kỳ và Không lực VNCH xuất kích hơn 150 phi vụ, dùng bom khoan, bom phá đánh sập hầm hào của E165, tiểu đoàn 5 của trung đoàn này bị thương vong nặng. Chỉ huy sư đoàn phải điều E 209 lên thay thế. Bộ tư lệnh B2 đã không chiếm được An Lộc (Bình Long) ảnh hưởng đến sự phát triển tiếp theo của chiến dịch. Còn với F5, bộ Tư lệnh B2 chỉ để lại E174 và E6 vây An Lộc, điều trung đoàn 1 ra đánh vòng ngoài.
Ở hướng đường 13, QLVNCH dùng trực thăng đổ Trung đoàn 15 (sư đoàn 9) và trung đoàn 33 (sư đoàn 21) xuống Đức Vinh, trung đoàn 32 (sư đoàn 21) lấn lên xóm Ruộng, trung đoàn 9 thiết giáp phối hợp với công binh vượt suối đánh vu hồi, vây bọc cụm chốt Tàu Ô từ phía Bắc với ý định nhổ cụm chốt Tàu Ô của sư đoàn 7 Quân Giải phóng miền Nam Việt Nam. Bộ tư lệnh F7 (sư đoàn trưởng Bùi Thanh Vân) đã sửa đổi chiến thuật, không áp dụng "chốt cứng, chặn đứng" như trước mà kết hợp các loại "chốt chặn", "chốt cơ động" với các cuộc vận động phản đột kích và ra tay tấn công trước. Ngày 17 tháng 5, sư đoàn 9 Quân Giải phóng miền Nam Việt Nam dùng trung đoàn 165 phối hợp với trung đoàn 1 (sư đoàn 9) tấn công cụm quân của trung đoàn các 15, 33 ở Đức Vinh; điều trung đoàn 209 thay trung đoàn 141 (thiếu) vây cụm quân Tân Khai của QLVNCH.
Ngày 19 tháng 5, lợi dụng thời gian các đơn vị chủ lực của sư đoàn 7 Quân Giải phóng miền Nam Việt Nam thay quân, tướng Nguyễn Văn Minh lệnh cho Chiến đoàn 31 (thiếu) và tiểu đoàn biệt động biên phòng đánh ép cụm chốt Tàu Ô từ phía Bắc, Chiến đoàn 32 điều các tiểu đoàn 1 và 2 phối hợp chi đoàn 1 Trung đoàn 5 thiết giáp đánh bọc hai bên đường 13 chiếm được cống Ông Tề nhưng không tiến được đến cống Tàu Ô. Đêm 19 tháng 5, trung đoàn 165 Quân Giải phóng miền Nam Việt Nam chặn được chiến đoàn 32 ở Xa Cát. Đến đêm 25 tháng 5, đến lượt cụm thiết giáp của chi đoàn 1 bị trung đoàn 1 (sư đoàn 9) vây lấn. Hai tiểu đoàn của Chiến đoàn 32 ở Cống Ông Tề bị cô lập. Ngày 28 tháng 5, tướng Minh ra lệnh rút các đơn vị QLVNCH quanh Tàu Ô - Xóm Ruộng về phía sau. Quân Giải phóng miền Nam Việt Nam vẫn chiếm được nhiều địa đoạn quan trọng vây quanh An Lộc, đặc biệt là hai điểm cao 169 và Đồi Gió, được dùng là trận địa pháo kích An Lộc từ nhiều phía, gây thương vong lớn cho sư đoàn 5 QLVNCH.
Trong tháng 5,Không lực Hoa Kỳ và không quân QLVNCH đã dùng 10 lần chiếc B-52, 7.500 phi vụ máy bay cường kích ném 39.500 tấn bom xuống các vị trí của Quân Giải phóng miền Nam Việt Nam ở quanh An Lộc, đặc biệt tập trung ở cụm chốt Tàu Ô - Xóm Ruộng.
Đến ngày 15 tháng 6, Thường trực Quân uỷ miền quyết định điều F5 và rút 1/3 lực lượng binh chủng hợp thành khỏi mặt trận, điều xuống Đông Nam Bộ mở mặt trận khu 8. Tướng Hoàng Văn Thái đi theo để chỉ huy mặt trận này. Tướng Hoàng Cầm được chỉ định làm tư lệnh kiêm chính uỷ mặt trận chính, đại tá Trần Văn Phác làm Phó chính uỷ. Các tướng Trần Văn Trà, Trần Độ được điều về Sở chỉ huy miền. Thượng tá Đàm Văn Nguỵ thay cho Út Liêm làm sư đoàn trưởng F7, còn Út Liêm về lại F5. Một số trung đoàn Quân Giải phóng miền Nam Việt Nam cũng được đổi phiên hiệu: trung đoàn 141 đổi thành trung đoàn 14, trung đoàn 165 đổi thành trung đoàn 12.
Ngày 22 tháng 6, Sư đoàn bộ binh 18 do Đại tá Lê Minh Đảo chỉ huy được lệnh đổ bộ bằng trực thăng xuống An Lộc thay thế Sư đoàn 5 của đại tá Hưng phải rút ra do thương vong quá lớn. Với lực lượng mới, trung đoàn 43 (sư đoàn 18), trung đoàn 52 (sư đoàn 5) và liên đoàn 5 biệt động quân được giao nhiệm vụ tấn công sân bay Quản Lợi (phía Đông An Lộc) đang nằm trong tay E 3, F 9 Quân Giải phóng miền Nam Việt Nam. Phải đến ngày 4 tháng 9, sư đoàn 18 mới chiếm được sân bay. Các tiểu đoàn 2 và 3 (trung đoàn 43) và tiểu đoàn 30 (liên đoàn 5 biệt động quân) bị thiệt hại lớn về người.

### Giai đoạn III: Chốt chặn đường 13, lập thế da báo

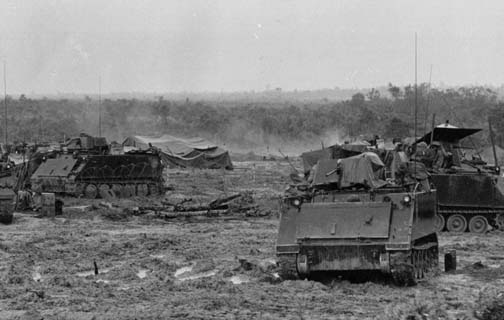
Các xe M113 của Quân lực Việt Nam Cộng hòa bị phá hủy trước các trận địa chốt

Cuối tháng 6 năm 1972, sau khi F5 và một bộ phận các đơn vị hoả lực được điều về Quân khu 8 (Quân Giải phóng miền Nam Việt Nam), chỉ còn lại 5 trung đoàn bộ binh và một số đơn vị hoả lực với tổng quân số chỉ còn 2/3 so với khi mở chiến dịch. Ý đồ của Bộ tư lệnh miền là tiếp tục vây lỏng An Lộc, chốt chặt đường 13. Bộ tư lệnh tạm thời tách E209 thành trung đoàn độc lập, đưa E205 (chủ lực Miền) nhập vào F7 cùng với trung đoàn 12 (E165 cũ) và 14 (E141 cũ). Tướng Hoàng Cầm đề nghị đội hình chính F7 bỏ cuộc tấn công vào Tân Khai - Đức Vinh. Đồng thời luồn xuống phía Nam đánh Chơn Thành - Lai Khê - Bến Cát để hút chủ lực của sư đoàn 25 (QLVNCH) về phía sau, tạo điều kiện cho E209 tiếp tục giữ chặt cụm chốt Tàu Ô - Xóm Ruộng.
Ở Tàu Ô, mặc dù đã đánh thiệt hại nặng tiểu đoàn 3 của trung đoàn 209 Quân Giải phóng miền Nam Việt Nam (tiểu đoàn này chỉ còn 45 tay súng), Chiến đoàn 46, hai tiểu đoàn biệt động biên phòng 74, 84 và một trung đoàn thiết giáp của tướng Lê Văn Tư (mới thay tướng Nguyễn Vĩnh Nghi làm sư đoàn trưởng sư đoàn 25) vẫn không thể vượt qua chốt Tàu Ô. Hai bên đóng quân xen kẽ kiểu da báo, bất cứ điểm tựa nào cũng đều là tuyến đầu. Bên nào cũng tích cực đào công sự, vừa để tránh hoả lực của đối phương, vừa để tránh hoả lực của chính quân nhà. Đầu tháng 7, chỉ huy F7 Quân Giải phóng miền Nam Việt Nam rút tiểu đoàn 7 về tuyến sau, đưa tiểu đoàn 9 (E14) vào thay.
Ngày 20 tháng 7, tướng Lê Văn Tư tung toàn bộ sư đoàn 25 tấn công, quyết nhổ bằng được cụm chốt Tàu Ô. Tuy nhiên, với thế da báo, tướng Tư không thể sử dụng phi pháo ồ ạt cũng không thể sử dụng đường không để tiếp tế cho các đơn vị như ở An Lộc mà phải dùng Biệt động quân tiếp tế bằng đừong mòn. E209 phát hiện ra chiến thuật này và nhiều lần đánh chiếm được hàng tiếp vận của QLVNCH. Đến tháng 8, Lê Văn Tư lệnh cho BĐQ đổi từ đánh ngày sang đánh đêm để lấn diệt từng chốt một nhưng đều bị quân của trung đoàn 209 Quân Giải phóng miền Nam Việt Nam đẩy lùi, nhiều trung đội QLVNCH phải lách qua các chốt của đối phương để rút về điểm xuất phát.

Cũng vào đầu tháng 8, chủ lực F7 Quân Giải phóng miền Nam Việt Nam đã cơ động đến tuyến Bàu Bàng, Chơn Thành, La Khê, Bến Cát. Ngày 10 tháng 8, tiểu đoàn đặc công 28 phối hợp với một tiểu đoàn của lữ đoàn 429 đặc công Miền bất ngờ đánh thẳng vào Sở chỉ huy tiền phương Quân đoàn III - QLVNCH ở Lai Khê. E14 chiếm lĩnh trận địa chót ở Bàu Bàng. Tướng Nguyễn Văn Minh phải điều liên đoàn 6 biệt động quân từ Biên hoà lên ứng cứu Lai khê, đưa liên đoàn 3 biệt động quân từ đường 2 sang đường 13 bố trí ở Bến Cát là lực lượng dự bị. Trong các ngày 21 và 22 tháng 8, E12 và E205 (F7) tổ chức vận động chiến, đánh thiệt hại nặng tiểu đoàn 35 thuộc liên đoàn 6 biệt động quân tại Bắc Lai Khê và tiêu diệt tiểu đoàn 51 (cũng của liên đoàn này) tại Tây Nam Bàu Bàng, buộc liên đoàn 6 biệt động quân phải vừa đánh vừa lùi về Lai Khê.
Ngày 27 tháng 8, tổng thống Nguyễn Văn Thiệu điện cho tướng Minh: "Quãng đường An Lộc - Chơn Thành chưa giải toả được thì đường 13 lại bị cắt ở Bàu Bàng. Sư đoàn 18 chết cứng ở An Lộc, Sư đoàn 5 còn chưa được tái chỉnh trang. Lực lượng tổng trù bị còn phải tái chiếm tỏa Quảng Trị. Ông liệu mà đối phó".
Ngày 28 tháng 8, bức điện của tướng Nguyễn Văn Minh gửi Lê Văn Tư ra lệnh đưa sư đoàn 25 rút khỏi về phía sau ứng cứu Lai khê bị trinh sát diện đài Quân Giải phóng miền Nam Việt Nam thu được. Ngày 30 tháng 8, Tư lệnh mặt trận Hoàng Cầm và tư lệnh F7 Đàm Văn Nguỵ dùng toàn bộ sư đoàn tổ chức phục kích tại địa đoạn Bàu Bàng - Bầu Lồng. Sư đoàn 25 QLVNCH trên đường rút phải vừa đánh vừa lùi. Chiến đoàn 49 rút sau cùng bị thiệt hại 684 quân, mất 170 súng các loại. Kế hoạch giải toả đường 13 của tướng Nguyễn Văn Minh và tướng Lê Văn Tư phá sản.
Từ 15 tháng 9 đến cuối chiến dịch, Bộ Tư lệnh B2 còn sử dụng lực lượng của F7, E3 (F9), E209, E271 và các đại đội độc lập mở các cuộc tập kích vào Trảng Bàng, Bến Cát, Gò Dầu; đánh lui cuộc hành quân tấn công khu căn cứ Dương Minh Châu của F5 (mới phục hồi); phát triển đến Phú Hoà Đông, Củ Chi và Bắc Bình Dương. An Lộc vẫn bị vây lỏng cho đến ngày ký kết Hiệp định Paris.

## Chiến trường phối hợp tại Khu 8
Ngày 2 tháng 6 năm 1972, sau khi đưa sư đoàn 5 và các trung đoàn bộ binh 24, 271 và 207 xuống Kiến Tường, Kiến Phong; tướng Hoàng Văn Thái thành lập bộ chỉ huy chiến dịch khu 8 do đích thân ông làm tư lệnh kiêm chính uỷ. 2 trợ thủ của ông là Đồng Văn Cống, Phó tư lệnh và Lê Văn Tưởng, phó chính uỷ. Mục tiêu của chiến dịch là mở thêm vùng giải phóng mới ở khu 8, phát triển thế da báo theo kế hoạch hậu chiến (do có Hiệp định Paris). Về sau Hoàng Văn Thái trở ra miền bắc.
Lực lượng QLVNCH ở 5 tỉnh Mỹ Tho, Kiến Tường, Kiến Phong, Gò Công, Bến Tre có 7 trung đoàn bộ binh và một số đơn vị thiết giáp, pháo tăng cường. Tuy nhiên, đây là địa bàn của Quân đoàn IV QLVNCH. Các lực lượng của sư đoàn 7, sư đoàn 9 đóng tại Mỹ Tho và Cần Thơ có thể phản ứng bất cứ lúc nào. Sư đoàn 4 không quân và Giang đoàn Cửu Long (QLVNCH) cũng có các căn cứ chính tại Cần Thơ và Mỹ Tho.
Đêm 9 rạng ngày 10 tháng 6, các trung đoàn 174 và Q765 tấn công tiểu khu quân sự Long Khốt và pháo kích chi khu quân sự Măng Đa của QLVNCH bên bờ Đông sông Vàm Cỏ Tây thuộc địa bàn tỉnh Kiến Phong. Thám báo của tiểu khu Long Khốt phát hiện được Quân Giải phóng m tiếp cận và gọi pháo binh từ Măng Đa tập kích và không đoàn 4 chi viện, xóa sổ đại đội 1, tiểu đoàn 6 và làm tổn thất một phần E174 của F5 QĐNDVN. Tư lệnh sư đoàn Bùi Thanh Vân phải ra lệnh rút trung đoàn ra củng cố lại. Sáng 11 tháng 6, sư đoàn tiếp tục tấn công Long Khốt lần 2. Chỉ huy chi khu Măng Đa QLVNCH điều 4 đại đội thám báo và 1 chi đoàn thiết giáp tập kích vào sau lưng. Ngày 14 tháng 6, Quân Giải phóng miền Nam Việt Nam phải lui quân, không chiếm được Long Khốt.
Đầu tháng 7, các trung đoàn 6 và Q765 vẫn còn phải mở hành lang dọc theo kênh Nguyễn Văn Tiếp và 62 để tiếp cận Kiến Tường, Mỹ Tho. Tư lệnh Bùi Thanh Vân ra lệnh để lại tất cả các trang bị nặng tại hậu cứ sư đoàn ở Chi Phú, chuyển thành khinh binh cho phù hợp với vận động chiến. Ngày 22 tháng 7, Tư lệnh quân đoàn 4, tướng Ngyễn Khoa Nam điều động sư đoàn 7 phối hợp với 1 sư đoàn quân Lon Nol định hợp vây chủ lực F5 Quân Giải phóng miền Nam Việt Nam ở Kongpong Tabek trên đất Campuchia, nhưng thất bại. Ngày 1 tháng 8, 2 trung đoàn chủ lực F5 bất ngờ đánh chiếm các đồn Thầy Yến, Phật Đá, kênh Nguyễn Văn Tiếp và khu trù mật Thiên Hộ. Đồng thời sư đoàn này kéo về E174 tiêu diệt lữ đoàn 66 của quân Lon Nol ở phum Krang Swai, phá vỡ kế hoạch hợp vây của QLVNCH và quân Lon Nol. Đến cuối tháng 8, 2 trung đoàn của F5 đã đứng chân được ở Cái Bè, đánh chiếm 16 đồn bốt dọc kênh La Răng và đường 22, phát triển theo trục quốc lộ 4.
Thấy nguy cơ Mỹ Tho bị đe doạ, quốc lộ 4 nối với Sài Gòn có thể bị cắt đứt, tướng Nguyễn Khoa Nam điều động 2 tiểu đoàn bảo an 502 và 503, tiểu đoàn biệt động quân 41 và trung đoàn 12 thiết giáp tấn công đơn vị còn lại của F5; mặt khác giải toả khu vực Thạnh Trị - Ba Thu - Tà Lu; đưa trung đoàn 10 (sư đoàn 7 QLVNCH) phối hợp với 2 thiết đoàn tập kích khu vực Cái Bè. Bị đánh áp đảo, trung đoàn Q765 của F5 tổn thất nặng và rút lui.
Ngày 10-9-1972, sân bay Biên Hòa bị tấn công bởi Tiểu đoàn 1 đặc công U1 Biên Hòa với Đoàn đặc công 113. Sân bay bị tê liệt suốt 7 ngày, khiến các chuyến bay chi viện cho mặt trận Bình Long, Phước Long của QLVNCH phải hủy bỏ. Quân Giải phóng tuyên bố phá hủy hoặc đánh hỏng 175 máy bay. Tài liệu Mỹ thì thống kê riêng trực thăng UH-1 đã bị hư hại 30 chiếc, chưa tính số UH-1 bị phá hủy và thiệt hại của các loại máy bay khác.
Tháng 10 năm 1972, Q765 sau khi phục hồi đã mở cộc tấn công chiếm lĩnh khu vực phía Nam quốc lộ 4, các trung đoàn 2 và 3 chiếm lại được khu vực kênh Nguyễn Văn Tiếp, Cái Bè, Thạnh Trị, Ba Thu, kênh La Răng, kênh Bằng Lăng, kênh 28... Hai bên giữ thế cài răng lược đến ngày ký Hiệp định Paris.